# 大手町合同庁舎
大手町合同庁舎（おおてまちごうとうちょうしゃ）は、東京都千代田区大手町にある国の合同庁舎（地方合同庁舎）。1号館から3号館までが存在したが、1号館と2号館は現存せず、3号館のみが残る。

## 概要
かつて大手町は官庁街で、南側の（旧）三井物産ビルの敷地には大蔵省や内務省があった。こうした経緯から、陸軍軍馬局（後の軍馬補充部）があった国有地に合同庁舎が3棟建設された。
1号館が1962年5月31日竣工、その東側に2号館が1966年10月に竣工し、関東信越国税局（のちに九段第2合同庁舎に移転）など関東地方や東京都を管轄する地方支分部局が入居した。1971年9月には、1号館の北側に3号館が竣工した。
建物の老朽化もあり、2000年には合同庁舎に入居する機関の大半がさいたま新都心（埼玉県さいたま市）に建設された「さいたま新都心合同庁舎」に移転。当時大手町には開発できる敷地がなく、品川（港区港南）などに本社を移す企業が増えていたことから、大手町をビジネス拠点として整備するために、大手町連鎖型都市再生プロジェクトが始まった。1号館・2号館の跡地を都市再生機構が取得して再開発事業が行われ、3棟の超高層ビル（経団連会館・JAビル・日本経済新聞社東京本社ビル）が立ち並ぶ「大手町カンファレンスセンター」となった。
東京国税局は2号館から3号館に移転し、2015年に中央区築地に建設した新庁舎に移転した。同じ大手町1丁目3番地には気象庁や東京消防庁の庁舎も隣接しているが、気象庁は2020年、港区虎ノ門の新庁舎に移転した。
3号館は、内閣府の官民人材交流センター、再就職等監視委員会の事務局が9階にあるのみで、ほとんどのスペースが空室となっている。この空室について、2021年5月24日から3カ月を目処として、国（自衛隊）が実施する新型コロナウイルス感染症 (COVID-19) のワクチン接種会場（自衛隊東京大規模接種センター）として使用される。初回・2回目接種の会場は2021年11月に終了し、翌2022年1月31日より7月31日までの予定で3回目接種の会場として再開設された。

## 沿革
- 1962年（昭和37年）5月 - 1号館竣工
- 1966年（昭和41年）10月 - 2号館竣工
- 1971年（昭和46年）9月 - 3号館竣工
- 2000年（平成12年） - 入居機関の大半がさいたま新都心に移転し退去
- 2009年（平成21年） - 1号館・2号館の跡地に、大手町カンファレンスセンターを構成する3棟の超高層ビルが竣工
- 2015年（平成27年） - 3号館に入居していた東京国税局が築地へ移転し退去、耐震改修及び内外装改修工事のため日本橋税務署が3号館に仮移転（2017年9月に再移転し退去[4]）
- 2016年（平成28年） - 耐震化を目的とした建て替えのため、京橋税務署が3号館に仮移転（2020年12月に再移転し退去[5]）
- 2017年（平成29年） - 耐震工事のため、神田税務署が3号館に移転（2019年4月に再移転し退去[6]）